# Stolo

Ausläuferbildung beim Gänsefingerkraut

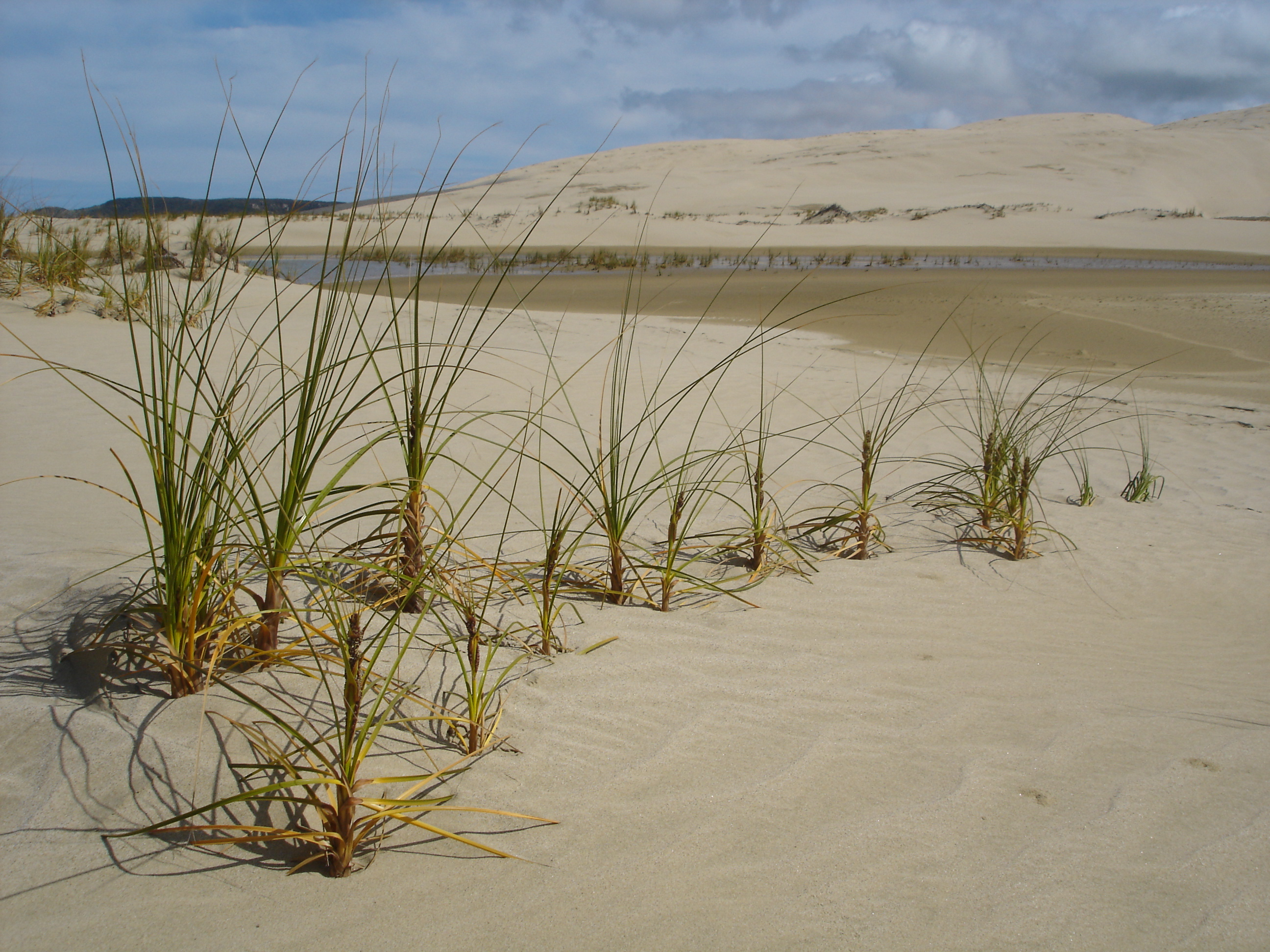
Ausläufer von Seggen am Strand

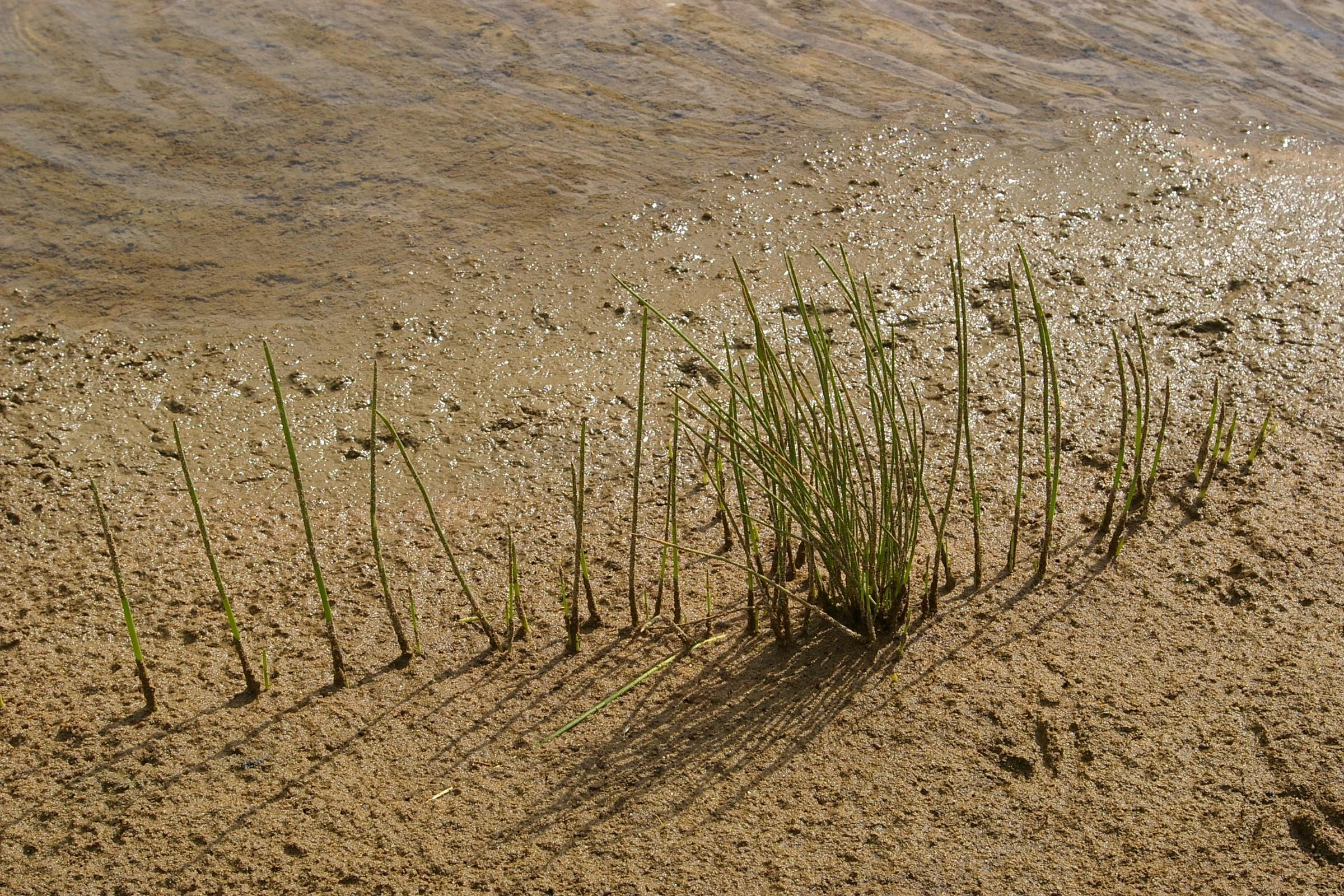
… und bei einer Sumpfbinse

Stolonen (Ausläufer, Einzahl der Stolon oder der Stolo) sind Anhänge von Eukaryoten wie Pflanzen, Tieren oder Pilzen, die durch Abtrennung zur Klonbildung zweier Individuen mit identischer genetischer Information aus einem führen. Dieser Prozess dient der Fortpflanzung und ist eine Form der autovegetativen Vermehrung.

## Stolonen bei Pflanzen
Einige Pflanzenarten entwickeln entweder oberirdisch oder unterirdisch (Rhizome) kriechende, verlängerte Seitensprosse, die von der Stängelbasis, der Blattrosette oder vom Wurzelhals ausgehen. Sie dienen der vegetativen (ungeschlechtlichen) Vermehrung und Ausbreitung der Pflanze und sind eine Form der Blastochorie. An den sogenannten Nodien der Ausläufer können sich Wurzeln und aufrecht wachsende Triebe entwickeln: Wenn die verbindenden Sprossen danach absterben, entstehen so unabhängige – wenn auch genetisch mit der Ausgangspflanze identische – Pflanzen.

### Absenker
Absenker sind oberirdische Stolonen, die zum Beispiel bei Erdbeeren und Efeu vorkommen.

### Sprossknollen
Aus Stolonen können sich auch Verdickungen (Spross-Knollen) entwickeln, die als Speichervolumen mit Speichersubstrat für energiehaltige Zuckerstoffe dienen. Beispiel ist die Kartoffel.

### Rhizom
Rhizome sind unterirdische Sprossachsen und Wurzelausläufer, die Sprösslinge bilden können. Beispiele sind die Kriech-Quecke oder Pflaumenbäume.

## Stolonen bei Tieren
Einige Moostierchen bilden Kolonien durch Verbindung einzelner Einheiten durch Stolone. Einige koloniebildende Nesseltiere entwickeln sich aus Stolonen miteinander verbundener medusoider Strukturen, die sich später trennen. Einige Arten von Myrianida (Vielborster) vermehren sich durch Schizogamie. Dabei wachsen der Fortpflanzung dienende Geschlechtstiere als Körperanhänge eines Stammtieres heran.

## Stolonen bei Pilzen
In der Mykologie werden Stolone als gelegentlich trennende Hyphen definiert, welche die Sporangiophoren miteinander verbinden. Wurzelartige Strukturen, sogenannte Rhizoide, können auch auf dem Stolo auftreten und die Hyphen am Substrat verankern. Stolone sind häufig in Brotschimmel zu finden und dienen ihrer horizontalen Ausbreitung. Das wurde namensgebend für den Gemeinen Brotschimmel (Rhizopus stolonifer).
Den Pilzen könnten die fossilen Rangeomorpha zugerechnet werden, die sich möglicherweise über Stolonen verbreitet haben.

## Stolonen bei Foraminiferen
Weiterhin werden bei Foraminiferen die Verbindungen zwischen Kammern als Stolonen bezeichnet.